# Lac Engaño
Le Lac Engaño est un lac situé en Argentine, à l'ouest de la province de Chubut, dans le département de Languiñeo, en Patagonie. 

## Géographie
Le lac Engaño occupe le centre-est d'une cuvette d'origine glaciaire situé au sein de la Cordillère des Andes, dont le lac Falso Engaño occupe la partie occidentale. Le lac est de forme ovale et s'allonge d'est en ouest sur une longueur de 2,5 kilomètres et une largeur moyenne de 1,5 km. Il se trouve à plus ou moins 3 kilomètres au nord du grand lac General Vintter. 
Le lac est entouré d'une belle forêt andino-patagonique, constituée avant tout de lengas (Nothofagus pumilio) et de ñires (Nothofagus antarctica). 
Au nord il est dominé par les cimes neigeuses du Cerro Cóndor (2 011 mètres d'altitude maximale).

## Hydrologie
Au niveau de sa rive nord, le lac reçoit les eaux de l'émissaire de la lagune Cóndor blottie en altitude au sein du Cerro Cóndor.
Son émissaire se jette dans le lac Falso Engaño, qui se trouve 1,2 km au nord-ouest. 
Tout comme le lac Berta inférieur, le lac Engaño est l'un des constituants principaux du río Engaño, affluent du río Carrenleufú en rive gauche.

## Accès
Le lac est d'accès assez facile dans le contexte souvent problématique de la Patagonie. Depuis Esquel ou Trevelín il faut emprunter la route nationale 40 vers le sud. Seize kilomètres avant la localité de Gobernador Costa, se trouve à droite l'embranchement de la provinciale 17 vers la ville de Río Pico. Il reste alors quelques dizaines de km de route en terre vers le nord, pour aborder le lac du côté sud.

## Pêche
Le lac Engaño est réputé pour sa richesse en salmonidés. On peut y pêcher des truites de plusieurs kilos, surtout des truites arc-en-ciel (Oncorhynchus mykiss) et des ombles de fontaine (Salvelinus fontinalis) .